# Mönchstraße 12 (Stralsund)
Das Gebäude Mönchstraße 12 in Stralsund ist ein denkmalgeschütztes Bauwerk in der Mönchstraße.

## Beschreibung

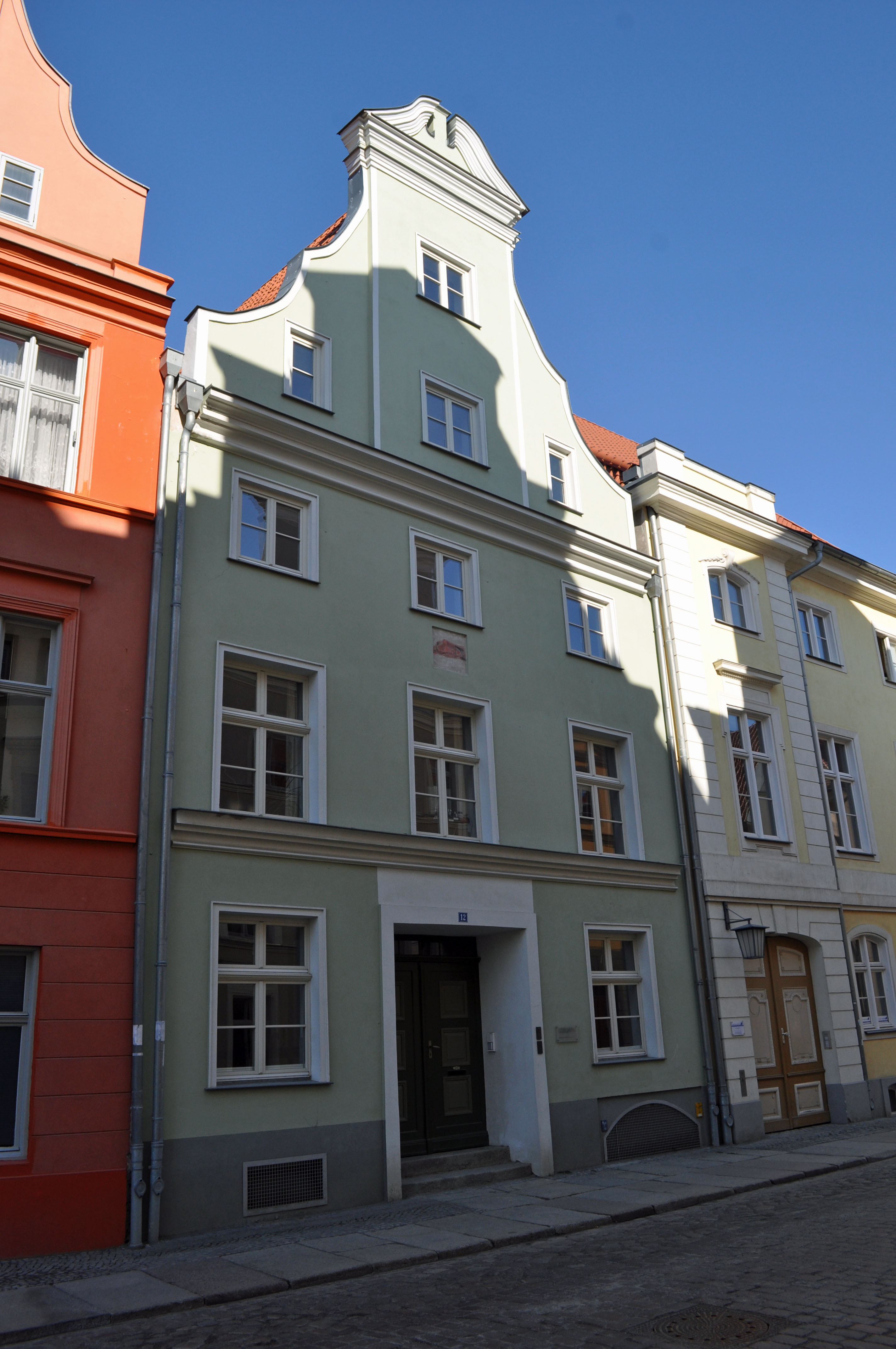
Haus Mönchstraße 12 in Stralsund (2012)

Das dreigeschossige Giebelhaus ist im Kern mittelalterlichen Ursprungs. Die heutige Gestaltung besitzt es seit dem frühen 18. Jahrhundert. Der Giebel ist geschwungen und besitzt eine gesprengte Haubenbekrönung. Die Bausubstanz dieses Gebäudes und seines Kemladens stammt aus dem 14. Jahrhundert.
Das Haus im Kerngebiet des von der UNESCO als Weltkulturerbe anerkannten Stadtgebietes des Kulturgutes „Historische Altstädte Stralsund und Wismar“ ist in die Liste der Baudenkmale in Stralsund eingetragen.

## Sonstiges
Der Komponist Paul Struck wurde im Jahr 1776 in diesem Haus geboren.